# Dolmen du Creux
Der Dolmen du Creux (auch „Dolmen von Saint-Bômer-Les-Forges“ genannt) liegt östlich von Saint-Bômer-les-Forges und südlich der Straße D56 bei Flers im Département Orne in der Normandie, in Frankreich. Dolmen ist in Frankreich der Oberbegriff für Megalithanlagen aller Art (siehe: Französische Nomenklatur).
Der 1908 erstmals erwähnte Dolmen, war bereits um 1895 teilweise zerstört worden, um Steine zu entfernen die beim Pflügen störten. Er wurde 1909 von G. Hubert ausgegraben und 1975 als Monument historique eingestuft. Der Cairn hatte bei einer Höhe von 1,5 bis 2,0 m ursprünglich einen Durchmesser von etwa 12,0 m. Laut Marcel Baudouin (1860–1941) bestand er aus losen Steinen und war von einer Mauer umgeben. 1909 war der Dolmen noch etwa 10,0 m lang, aber keine 20 Jahre später hatte der West-Ost-orientierte Dolmen bereits zwei Drittel seiner Länge eingebüßt. Da mehrere Steine verschoben wurden, ist die Architektur des Dolmens nicht mehr bestimmbar. 
An der Ostseite bilden parallele Linien aus vier Steinen einen 1,5 m langen und zunächst 0,75 m breiten Gang. Im Westen erreicht die Gangbreite unter dem Deckstein 2,0 m. Der 2,8 m lange Deckstein ist 1,8 bis 2,0 m breit. Ein zweiter 2,2 m langer und 1,9 m breiter Deckstein, liegt auf dem Boden. Zu Beginn des 20. Jahrhunderts erkannte Léon Coutil fünf weitere Platten aus grobkörnigem Granit im Norden und drei im Süden.
Die Architektur erinnert zwar an einen Korridordolmen, aber aus der Beschreibung vor der Störung geht hervor, dass er am östlichen Ende eine Art Seelenloch mit einem Durchmesser von 0,3 m besaß, das an Anlagen der Seine-Oise-Marne-Kultur (S-O-M) erinnert. 
Etwa 2,5 km südwestlich nahe der Straße D54 liegt die Steinkiste du Pi de Chien.
Der Megalithkomplex von Creux wird etwa 1,25 m südlich des Zugangs zum Dolmen durch eine etwa 2,2 m lange, 0,86 m breite und 1,0 m hohe, rechteckige Steinkiste abgeschlossen. Eine Granitplatte auf der Oberfläche des Cairns, könnte einer der ursprünglichen Decksteine der Steinkiste sein. 